# La Belle et le Voleur
Pour plus de détails, voir Fiche technique et Distribution.
La Belle et le Voleur (美女と盗賊, Bijo to tozoku) est un film japonais réalisé par Keigo Kimura, sorti en 1952.

## Synopsis
Le Japon du XIIe siècle. Deux frères qu'une femme, chef d'une bande de voleurs, fait se dresser l'un contre l'autre.

## Fiche technique
- Titre : La Belle et le Voleur
- Titre original : 美女と盗賊 (Bijo to tozoku?)
- Titre anglais : Beauty and the Thieves
- Réalisation : Keigo Kimura
- Scénario : Keigo Kimura d'après un roman de Ryūnosuke Akutagawa
- Producteur : Masaichi Nagata
- Société de production : Daiei
- Pays d'origine :  Japon
- Format : noir et blanc - 1,37:1 - 35 mm - son mono
- Genre : jidai-geki, drame
- Durée : 80 minutes (métrage : dix bobines - 2 843 m[1])
- Dates de sortie :
  - Japon : 23 septembre 1952[1]
  - France : 8 octobre 1954[2]

## Distribution
- Machiko Kyō : Sakin
- Masayuki Mori : Kuroki no Taro
- Rentarō Mikuni : Kuroki no Jiro
- Minoru Chiaki : Takeichi no Takamaru
- Yūnosuke Itō : Dohachi
- Tanie Kitabayashi : Mme Inokuma
- Yūko Mochizuki : Kotora
- Takashi Shimura : Yoshimichi
- Ichirō Sugai : M. Inokuma
- Eijirō Tōno : Jurota
- Bokuzen Hidari

## Autour du film
La Belle et le Voleur fait partie des premiers films japonais à avoir été exploités en France, il a été qualifié de western à l'époque des samouraïs. Selon Max Tessier, La Belle et le Voleur est un film historique à l'exotisme superficiel, une pâle imitation venant à la suite du succès international de Rashōmon d'Akira Kurosawa.